# Sokos Wiklund
Le Sokos Wiklund est un grand magasin situé dans le quartier VI du centre-ville de Turku en Finlande.

## Présentation
Le Sokos Wiklund est la propriété de Turku Osuuskauppa (TOK) est à la chaîne de grands magasins Sokos du groupe S. 
Le nom du grand magasin remonte au marchand Axel Wiklund , qui fonda en 1907 sa première quincaillerie en bordure de la place du marché de Turku. 
Le bâtiment actuel du grand magasin a été achevé en 1957 sur le site de l'ancienne maison Lindblom, tandis que la tour d'angle de huit étages au coin d'Eerikinkatu et de Kauppiaskatu a été achevée en 1963.
La conception des deux bâtiments a été réalisée par Ole Gripenberg et Bertel Gripenberg . 
SOK a acheté l'entreprise d'Oy Wiklund Ab à la famille Wiklund en 1958,,.

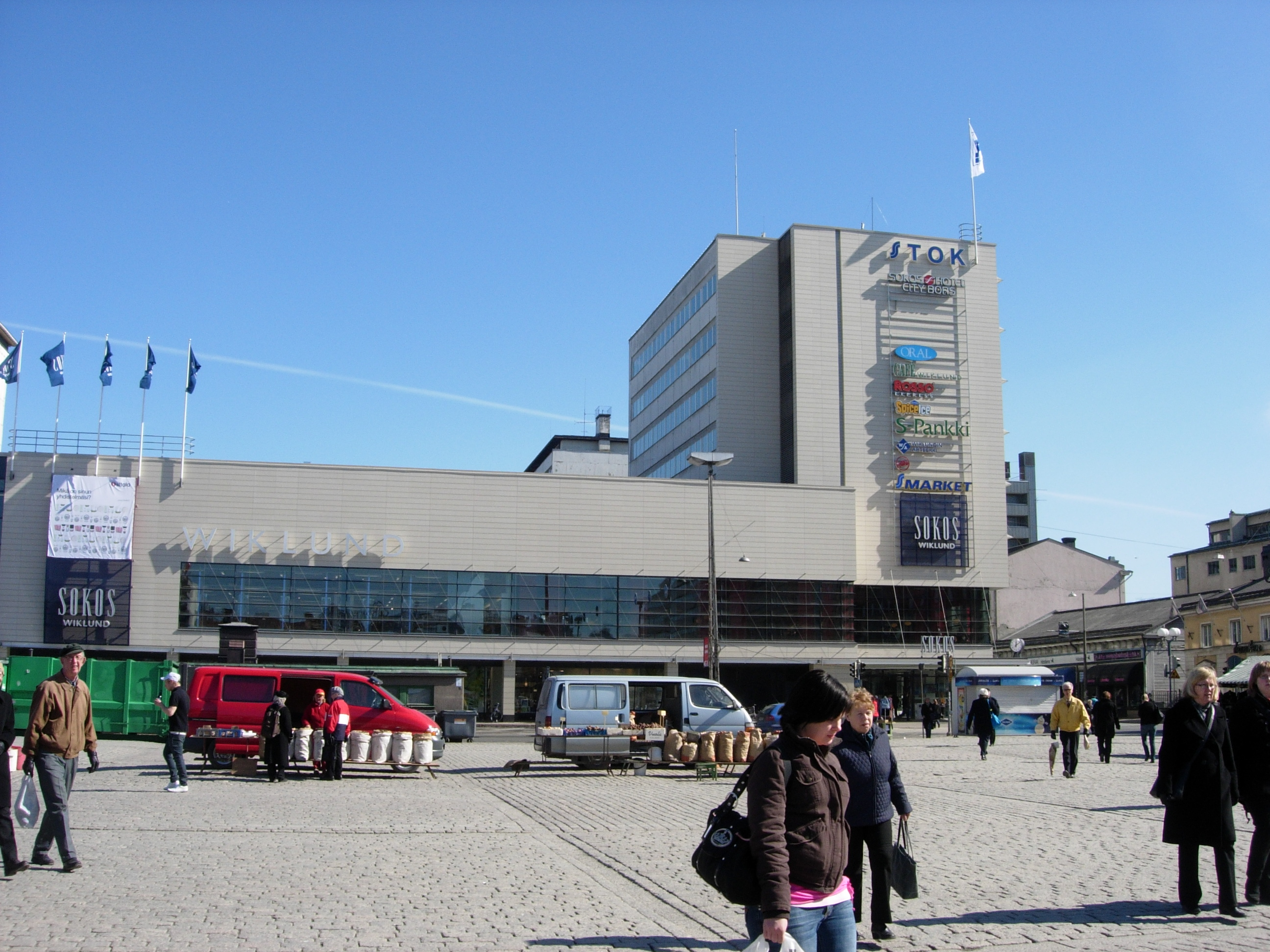
Le Sokos Wiklund vu de la place du marché de Turku.

## Accès
Les bus passant à proximité du Sokos Wiklund sont : 14, 220, 300, 301, 302, 56, 6, 7 et 702.

## Commerces et services
Les enseignes présentes en 2022 sont:
Boutiques
- Alko
- Eurokangas
- Hyvä olo
- Vivahde
- S-Pankki
- Cordonnier
- Tokmanni
- W herkku
- Pharmacie
- Couturière
- Cybernet , Jeux d'arcade
- Europark

Restaurants
- Coffee House
- Trattoria
- Bar Walo
- Bar à vin Axel W
- Hesburger

Hôtel
- Hôtel Sokos Wiklund